# Haus Marställer Platz 7 (Kassel)

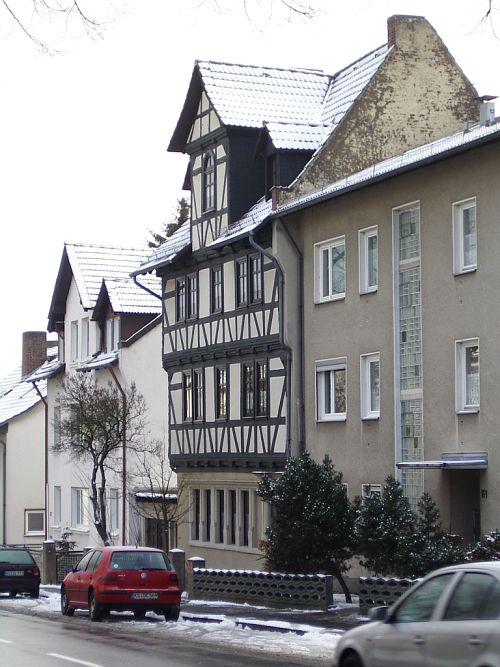
Das Haus an seinem heutigen Standort in Harleshausen

Das Haus Marställer Platz 7 ist ein Fachwerkgebäude der Kasseler Altstadt. Das Renaissancegebäude ist das letzte noch bestehende Fachwerkhaus der Altstadt und befindet sich heute im Kasseler Stadtteil Harleshausen.

## Baugestalt
Das traufständige Fachwerkwohnhaus besitzt ein verputztes Erdgeschoss mit einem aufwändig gestalteten Säulenportal und sechs gekuppelten Fenstern. Die zwei Obergeschosse besitzen verzierte Eckständer.

## Geschichte

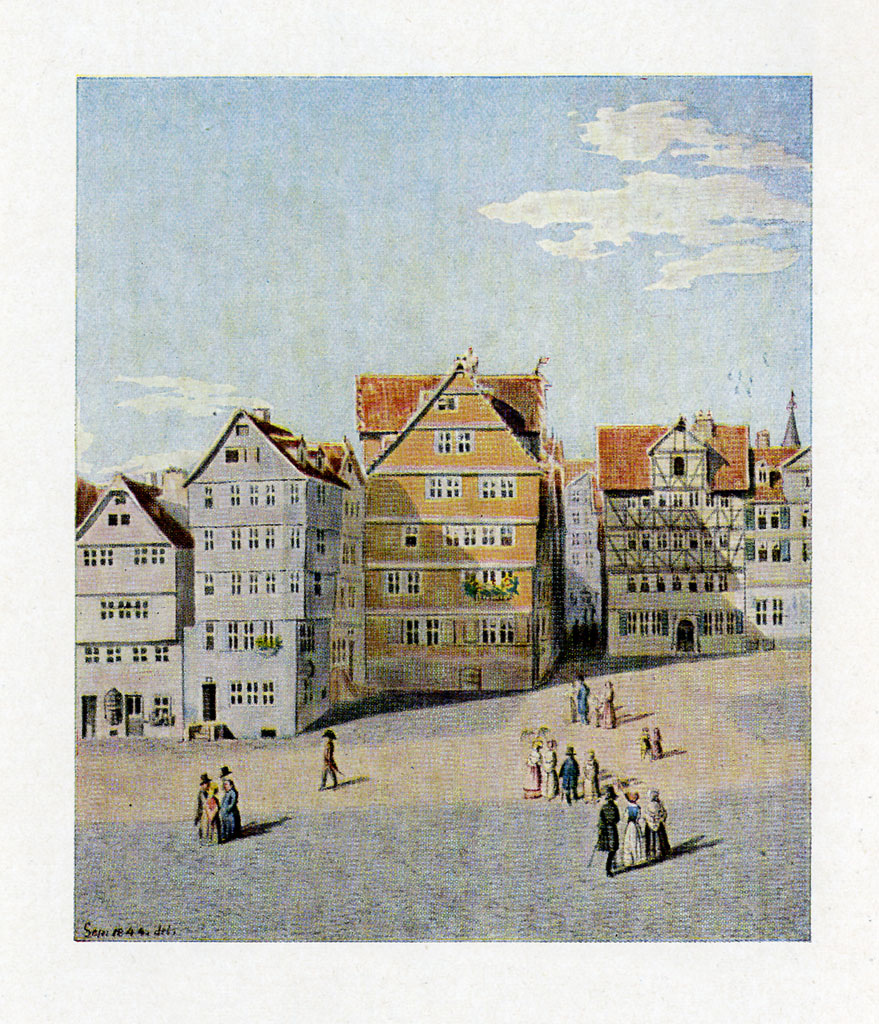
Der Marställer Platz 1844 (Nr. 7 zweites Haus von rechts) gemalt von Ludwig Emil Grimm

Das Gebäude stammt aus dem Ende des 16. Jahrhunderts. Es stand ursprünglich an der Ecke des Marställer Platzes zur Tränkepforte. 1902 wurde es im Zuge der Verbreiterung der Tränkepforte abgetragen und nach Harleshausen transloziert. An seinem heutigen Standort entging es so der Bombardierung Kassels und ist jetzt das letzte bekannte noch bestehende Fachwerkhaus der untergegangenen Altstadt.